# Klickkumcheen Indian Reserve 18
Klickkumcheen Indian Reserve 18 är ett reservat i Kanada.   Det ligger i provinsen British Columbia, i den södra delen av landet, 3 400 km väster om huvudstaden Ottawa.
I omgivningarna runt Klickkumcheen Indian Reserve 18 växer i huvudsak barrskog. Runt Klickkumcheen Indian Reserve 18 är det glesbefolkat, med 9 invånare per kvadratkilometer.